# Euophrys bifida
Euophrys bifida es una especie de araña saltarina del género Euophrys, familia Salticidae. Fue descrita científicamente por Wesolowska, Azarkina & Russell-Smith en 2014.
Habita en Sudáfrica.